# Dioscorea arnensis
Dioscorea arnensis là một loài thực vật có hoa trong họ Dioscoreaceae. Loài này được R. Knuth mô tả khoa học đầu tiên.